# Eslésvico (cidade)
Eslésvico, (em alemão: Schleswig), ou Schleswig, é uma cidade da Alemanha localizada no distrito de Eslésvico-Flensburgo, estado de Eslésvico-Holsácia.